# Benz-Tropfenwagen
El Benz-Tropfenwagen o Benz RH-Wagen (en español, "coche con forma de lágrima") es un automóvil de carreras fabricado por la empresa alemana Benz & Cie. en Mannheim, que fue presentado en 1923.

## Precedentes
Después de que Edmund Rumpler presentara su Tropfenwagen en el Salón del Automóvil de Berlín de 1921, Hans Nibel, el diseñador jefe de Benz, mostró un gran interés en este revolucionario concepto de vehículo.
Benz adquirió una licencia de Rumpler en 1922. Ya en 1922, esta colaboración dio como resultado el prototipo de un automóvil de turismo abierto, que correspondía en gran medida a un automóvil Rumpler en forma de lágrima abierto con los emblemas de Benz.

## Vehículo
Más adelante, Benz desarrolló de forma independiente el automóvil deportivo de carreras RH, del que se habían construido cuatro ejemplares en 1923. Al igual que en el modelo de Rumpler, la carrocería tenía una forma aerodinámica y el motor se instaló delante del eje trasero ("motor central"). Los vehículos estaban propulsados por un motor de seis cilindros en línea de dos litros y con cuatro válvulas por cilindro, que desarrollaba entre 80 y 90 CV (59 y 66 kW). El eje delantero era rígido y estaba suspendido sobre ballestas, las ruedas traseras estaban suspendidas individualmente con un eje oscilante. Se instalaron frenos de tambor operados mecánicamente en las cuatro ruedas.

## En las carreras
Tres de los coches se usaron por primera vez en el Gran Premio de Europa en el Autódromo de Milano en Monza el 9 de septiembre de 1923, donde Benz ocupó el cuarto y el quinto lugar con Ferdinando Minoia y Franz Hörner al volante respectivamente. En 1925, el comerciante de Pforzheim y piloto de carreras privado Adolf Rosenberger ganó la carrera en el circuito Herkules-Bergpreis de la ciudad de Kassel con un automóvil en forma de lágrima Benz. Con carrocerías modificadas, se dice que el Benz RH-Wagen se construyó como un automóvil deportivo en menor número y se usó en carreras.

## Éxitos nacionales
| Año  | Carrera                   | Colocación                                                 | Conductor         | Referencia |
| ---- | ------------------------- | ---------------------------------------------------------- | ----------------- | ---------- |
| 1924 | Großer Solitude Bergpreis | 5ª Plaza                                                   | Franz Hörner      | []         |
| 1925 | Rund um die Solitude      | Victoria de clase en Deportivos y Turismos hasta 8 CV/9 CV | Adolf Rosenberger | []         |
| 1925 | ADAC-Schauinsland-Rennen  | Victoria de clase hasta 5 litros                           | Willy Walb        | []         |
| 1925 | Feldbergrennen            | Victoria de clase hasta 3 litros                           | Willy Walb        | []         |

## Antecedente de los coches de carreras de Auto Union
Adolf Rosenberger, que entre otras cosas condujo el coche RH en las carreras, más tarde contribuyó con su experiencia con este vehículo a la concepción de los automóviles de carreras Auto Union con Ferdinand Porsche como director de la oficina de diseño a partir de 1932. El coche de carreras de Auto Union de 1934 tenía algunas similitudes con el modelo RH.